# Square Ernest-Goüin
Le square Ernest-Goüin, anciennement Boulay-Level, est un square du 17e arrondissement de Paris dans le quartier des Épinettes.

## Situation et accès
Il est bordé par la rue Ernest-Goüin, la rue Émile-Level et la rue Boulay.
Le site est accessible par la rue Boulay.
Il est desservi par les lignes 13 et 14 à la station Porte de Clichy.

## Origine du nom
Ce square rend hommage à l'ingénieur et industriel Ernest Goüin (1815-1885), dont les usines étaient situées à l'emplacement du square.

## Historique
Le square est situé à l'emplacement des anciennes usines des établissements Ernest Goüin et Cie, fondées en 1846 par l'ingénieur Ernest Goüin (1815-1885) dont il porte le nom.

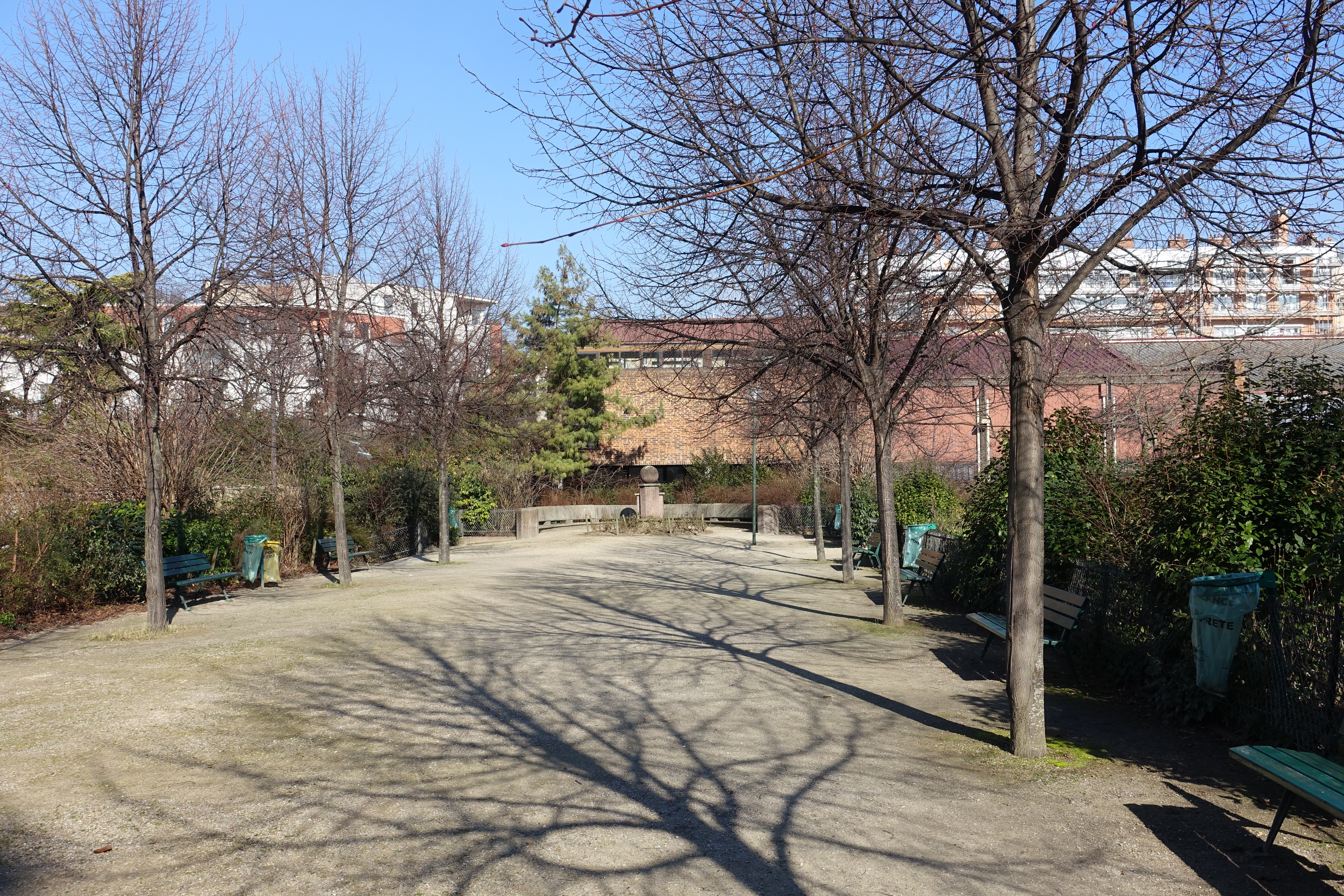
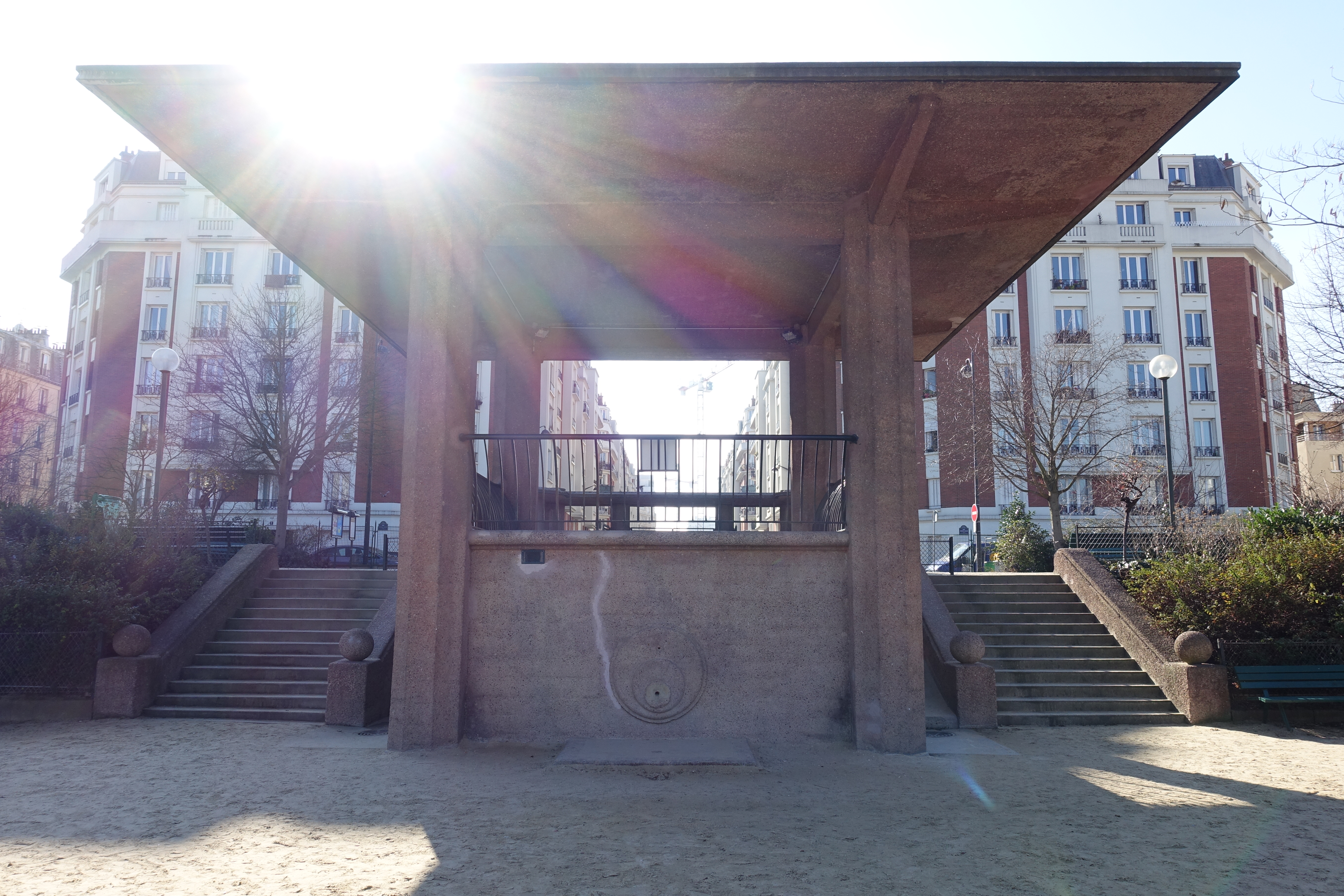
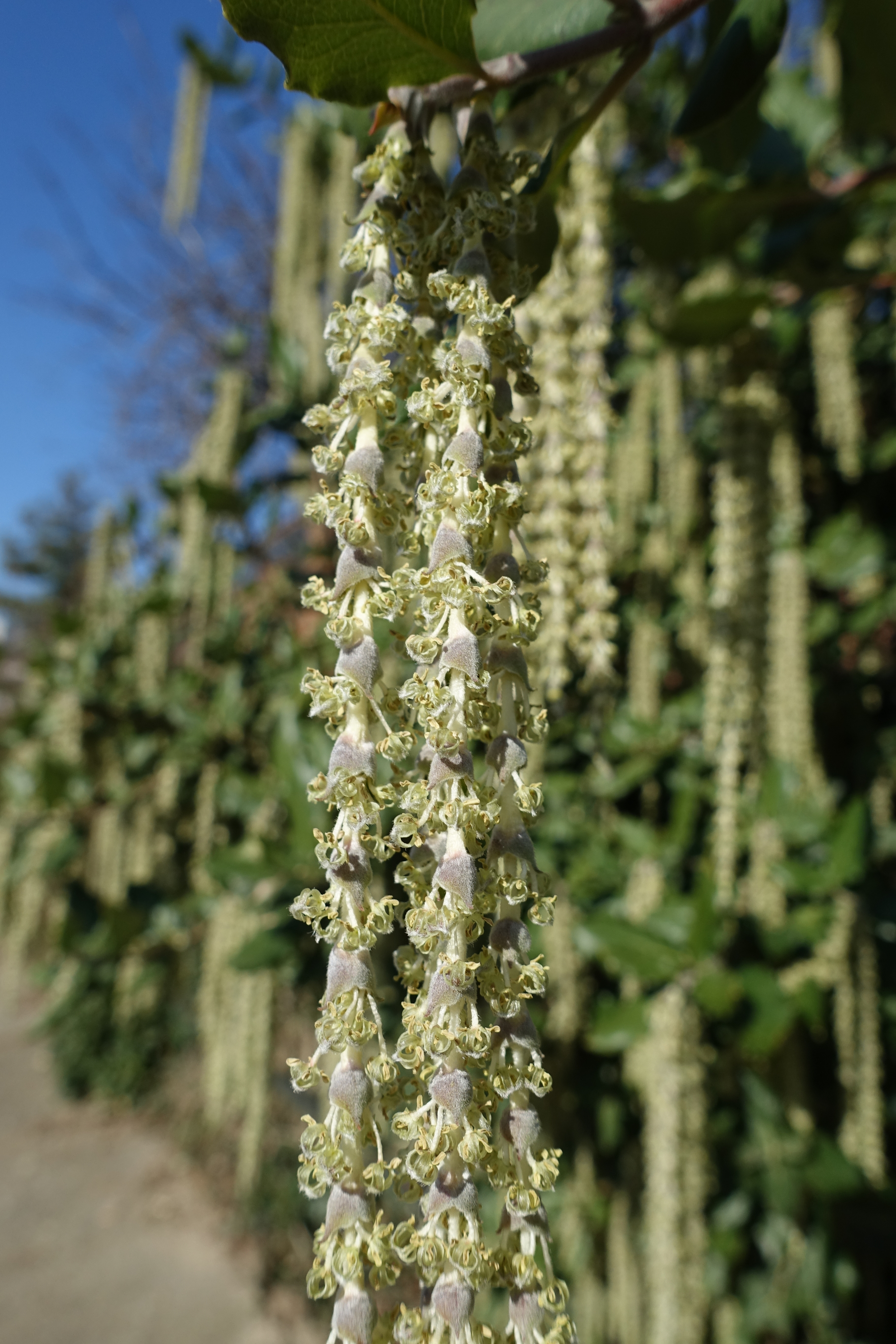